# ميروسلاف جوركا
ميروسلاف جوركا (بالتشيكية: Miroslav Jurka)‏ مواليد 7 يونيو 1987 في فالاشسكي ميزيريتشي، التشيك، هو لاعب كرة يد تشيكي يلعب كجناح أيمن. يلعب حاليا مع نادي سانت رافاييل لكرة اليد. مثل منتخب التشيك لكرة اليد.

## سجل المنافسة
شارك في البطولات التالية:
- بطولة العالم لكرة اليد للرجال 2015
- بطولة أوروبا لكرة اليد للرجال 2014

## روابط خارجية
- ميروسلاف جوركا على موقع الاتحاد الأوروبي لكرة اليد (الإنجليزية)
- ميروسلاف جوركا على موقع الاتحاد الفرنسي لكرة اليد (الفرنسية)